# The Utopian Society
The Utopian Society és una pel·lícula estatunidenca dirigida l'any 2003 per Jhon P. Aguirre.

## Argument
Sis joves han de començar i acabar en una sola nit un assaig sobre com seria la societat que ells crearien, la seva societat utòpica. Tot i la bona voluntat, aviat veuran com els seus valors i els seus passats influencien en poder trobar una conclusió final que els permeti aprovar el treball.
Tots junts aprendran com els valors de cada un poden dificultar el treball en grup, però fins que no ho aconsegueixen no podran acabar el treball. En una sola nit, es jugaran la feina de tot el semestre, els agradi o no.

## Repartiment
- Austin Nichols.... Justin Mathers
- Sam Doumit.... Nera
- Malin Akerman.... Tanci
- Mat Hostetler.... Caleb
- Kelvin Yu.... Ken
- Kristen Ariza.... Aaliyah
- Robert Romanus.... Barry
- Matt Mauser.... Shawn